# أليكسي تاميستي
أليكسي تاميستي (بالإستونية: Aleksei Tammiste)‏ مواليد 29 يوليو 1946 في تارتو، هو لاعب كرة سلة إستوني سابق. بدأ مسيرته الاحترافية في سنة 1963. حقق المركز الأول في بطولة أمم أوروبا لكرة السلة 1971. اعتزل اللعب في 1984.

## الإنجازات
- بطولة أوروبا: 1971
- بطولة الجمهورية الإستونية السوفيتية الاشتراكية : 1967، 1968، 1969، 1970، 1972، 1973، 1975، 1976، 1977، 1979

## روابط خارجية
- أليكسي تاميستي على موقع الاتحاد الدولي لكرة السلة (الإنجليزية)